# 绍达尔德
绍达尔德（法語：Chaudardes，法語發音：[ʃodaʁd]）是法国大東部大區埃纳省的一个市镇，属于拉昂区。

## 地理
绍达尔德（49°23'30"N, 3°47'29"E）面积4.7 平方千米，位于法国上法蘭西大區埃纳省，该省份为法国北部内陆省份，北起北部省，西接索姆省和瓦兹省，东临阿登省和马恩省，西南至塞纳-马恩省，东北部与比利时接壤
与绍达尔德接壤的市镇（或旧市镇、城区）包括：博里约、孔瑟夫勒、屈里莱绍达尔德、蓬塔韦尔。

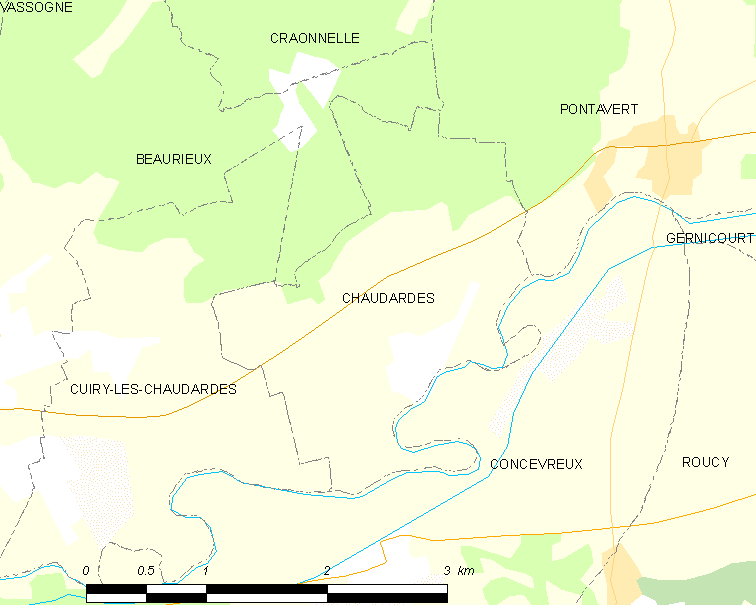
绍达尔德的OSM定位图

绍达尔德的时区为UTC+01:00、UTC+02:00（夏令时）。

## 行政
绍达尔德的邮政编码为02160，INSEE市镇编码为02171。

## 政治
绍达尔德所属的省级选区为埃纳河畔新城县。

## 人口

1962-2008年间绍达尔德人口变化图示

绍达尔德于2022年1月1日时的人口数量为91人。